# Theodor Ziehen
Georg Theodor Ziehen (Fráncfort del Meno, 12 de noviembre de 1862-Wiesbaden, 29 de diciembre de 1950), psicólogo y filósofo alemán. 

## Biografía
Hijo de un filólogo y teólogo protestante, Ziehen estudió en el Gymnnasium Lessing de Fráncfort del Meno la obra de Immanuel Kant y Arthur Schopenhauer. Luego hizo medicina en Wurzburgo y Berlín, donde se doctoró en 1885. Durante esa etapa analizó las filosofías de David Hume, Spinoza, Platón y George Berkeley. Tras su graduación trabajó com asistente de Karl Ludwig Kahlbaum en el hospital mental de Görlitz, y en 1887 desempeñó idénticas funciones con Otto Binswanger en la Clínica Psiquiátrica de Jena; allí tuvo entre sus pacientes al filósofo Friedrich Nietzsche.
Después fue profesor de psiquiatría en Utrecht (desde 1900), Halle (desde 1903} y Berlín (1904-1912). En 1912 se trasladó con su familia a Wiesbaden, donde pasó sus años estudiando. Desde 1917 trabajó como profesor de Filosofía en la Universidad de Halle, y en 1930 se retiró ya definitivamente a Wiesbaden, donde murió el 29 de diciembre de 1950. 
Ziehen publicó alrededor de 450 títulos sobre psicología, neurología, anatomía etcétera. Es muy conocido su importante libro de texto Die Geisteskrankheiten des Kindesalters (Mental Diseases of Childhood), sobre las patologías nerviosas infantiles, porque era uno de los primeros tratados sistemáticos sobre psiquiatría infantil. Otra obra importante fue Psychiatrie für Ärzte und Studirende, que alcanzó cuatro ediciones entre 1894 y 1911. En estas obras Ziehen fue el primero en usar y definir los términos "psicosis afectiva" y "constitución psicopática". Lleva su nombre junto el del neurólogo Hermann Oppenheim el Síndrome Ziehen-Oppenheim, que consiste en una torsión distónica o espasmo por una afección de los ganglios basales.
En 1898 publicó Psychophysiologische Erkenntnistheorie ("Teoría psicofisiológica del conocimiento"), que toma por fundamento a la psicología del asociacionismo para construir una filosofía que podemos denominar positivismo monístico, que él llamó Inmanencia principal. En efecto, estuvo muy imbuido de los principios del Positivismo y llamó binomismo a la relación psicofísica.

## Obras

### En alemán
- Sphygmographische Untersuchungen an Geisteskranken, Jena, 1887.
- Psychophysiologische Erkenntnistheorie; Jena, 1898
- Leitfaden der physiologischen Psychologie; Jena, 1891; 12. Aufl. 1924
- Das Centralnervensystem der Cetaceen; 1892.
- Psychiatrie für Ärzte und Studirende; Verlag F. Wreden Berlin 1894, Digitalisierung
- Das Centralnervensystem der Monotremen und Marsupialier; 1897
- Anatomie des Centralnervensystems, in: Handbuch der Anatomie des Menschen; Jena 1899
- Über die allgemeinen Beziehungen zwischen Gehirn und Seelenleben; Leipzig 1902
- Die Prinzipien und Methoden der Begabungs-, insbesondere der Intelligenzprüfung; Jena 1908; 5. Aufl. 1923
- Die Erkennung der psychopathischen Konstitutionen und die öffentliche Fürsorge für psychopatisch veranlagte Kinder; Jena 1912; 3. Aufl. 1916
- Ärztliche Wünsche zur Fürsorgeerziehung; Langensalza 1913
- Zum gegenwärtigen Stand der Erkenntnistheorie : zugleich Versuch einer Einteilung der Erkenntnistheorien; Verlag J. F. Bergmann Wiesbaden 1914.
- Die Grundlagen der Psychologie; Leipzig und Berlin 1915
- Die Geisteskrankheiten des Kindesalters einschließlich des Schwachsinns und der psychopathischen Konstitutionen 2 Teile; Berlín, 1915-1917; 2. Aufl. 1926
- Über das Wesen der Beanlagung und ihre methodische Erforschung; Langensalza 1918; 4. Aufl. 1929
- Lehrbuch der Logik auf positivistischer Grundlage mit Berücksichtigung der Geschichte der Logik, A. Marcus & E. Webers Verlag Bonn 1920
- Die Beziehungen der Lebenserscheinungen zum Bewußtsein; 1921
- Grundlage der Naturphilosophie; 1922
- Vorlesungen über Ästhetik; 2 Bände, 1923 und 1925
- Das Seelenleben der Jugendlichen; Langensalza 1923; 4. Aufl. 1931
- Die Grundlagen der Charakterologie; Langensalza 1930

### Obras traducidas al español
- Manual de psicología fisiológica (1891)
- Teoría psicofisiológica del conocimiento (1898)
- Lecciones sobre estética (1923-1925).